# 張太華
張太華（?—?），是中国五代十国后蜀后主皇帝孟昶之宠妃。
張太華深得后主宠爱，与后主孟昶同游与青城山时被霹雷震死。王文才、王炎《蜀檮杌校箋》認為此說不確，張太華為明人小說家言。